# 31. брдско јуришна бригада
31. брдско јуришна бригада је била бригада Војске Републике Српске.

## Настанак
Настала је средином 1994. године у регрутном центру Мањача код Бањалуке. Бригада се састојала од преко 2.000 младих регрута из читаве Републике Српске. Бригада је после обуке на Мањачи 6. октобра упућена у Јајце и Мркоњић град.

## Ратни пут
У прве борбе линије на Србобранском фронту (данашњи Доњи Вакуф) бригада је упућена 4. новембра. Бригада је оформила линије одбране на планини Равна гора изнад ријеке Семешнице (лијева притока Врбаса), висоравни Декале у правцу Виторога и Купрешких врата, као и на потезу Турбе - Комар и уведена је у борбу са 7. корпусом Армије Републике Босне и Херцеговине. Током новембра 1994. године бригада је водила тешке борбе и успјела да одбаци и заустави офанзиву Армије РБиХ, која је трајала са циљем да се 5. корпус Армије РБиХ растерети притиска и офанзиве ВРС на Бихаћком ратишту. Нове офанзиве на положаје бригаде крећу половином јула 1995. када јединице 7. корпуса Армије РБиХ нападају положаје 5. козарске бригаде на Комару, 19. србобранске на Кошћанима и 31. бригаде изнад Семешнице на Кључкој и Тисовој коси и Јунузовцу. Током борбених дејстава од 12. до 14. августа 1995. јединице 31. лпб разбијају бројчано и ватрено надмоћнију 707. бригаду 7. корпуса Армије РБиХ, која је претрпила велике губитке и прелазе у брз контранапад до ријеке Семешнице.
У септембру 1995. године, у оквиру операције Вагањ, бригада држи одступницу 30. дивизији ВРС и многобројном цивилном становништву и повлачи се према планини Влашић и Кнежеву. Бригада је у повлачењу претрпела жестоке губитке, многи припадници бригаде су убијени од стране хрватских снага, које су после „Олује“ наставиле продор у централну Босну, према Шипову и Јајцу и даље према Бањалуци. Такође, многи припадници бригаде су тада заробљени и одведени у хрватске логоре од Сплита, Мостара, Загреба па до Ливна, као и у Долцу на Лашви (код Травника) – нерегистровани логор на Сљеменима. Остаци бригаде, иако малобројни, успјели су да се консолидују и заузму нове положаје изнад ријеке Угар на обронцима Влашића. Дејствујући са новог положаја бригада успјешно одбија комбиноване нападе јединица муслиманске војске, ХВО-а и јединица Хрватске војске, која је на овим положајима заустављена.